# Sinfonia n. 1 (Borodin)
La Sinfonia n. 1 in mi bemolle maggiore di Aleksandr Porfir'evič Borodin fu composta tra il 1862 ed il 1867.

## Storia della composizione
Nel 1862 Borodin conobbe Milij Balakirev e poco dopo entrò a far parte del Gruppo dei Cinque. La prima sinfonia può essere considerata il suo primo importante esperimento di composizione e risente molto dell'influenza di Balakirev, che seguì il lavoro in ogni suo passo, dispensando consigli e critiche. Come suo solito Borodin si dedicò all'opera ad intermittenza, nei ritagli di tempo che riusciva a togliere al suo lavoro di chimico, pertanto riuscì a portare a termine la sinfonia solo cinque anni più tardi, nel 1867. Il 24 febbraio 1868 Balakirev, da poco diventato direttore della Società musicale russa, durante una prova diresse un'esecuzione informale della sinfonia, che l'anno successivo ebbe la sua prima ufficiale in un concerto della stessa società.

## Struttura della composizione
La sinfonia è scritta nei tradizionali quattro movimenti. Il primo movimento inizia con una lenta introduzione, che contiene il nucleo del primo soggetto dell'Allegro. Lo scherzo del secondo movimento tradisce l'influenza di Mendelssohn, molto amato da Borodin. Il successivo movimento lento, in re maggiore, è caratterizzato da una melodia inizialmente pensata per il corno inglese, ma affidata poi al violoncello su suggerimento di Rimskij-Korsakov e Glazunov. Un finale molto energico conclude la sinfonia.